# Čigoć
Čigoć is een plaats in de gemeente Sisak in de Kroatische provincie Sisak-Moslavina. De plaats telt 114 inwoners (2001).